# ウィーン中央駅
ウィーン中央駅（ウィーンちゅうおうえき、Wien Hauptbahnhof）はオーストリア・ウィーン10区（ファヴォリーテン）にあるオーストリア連邦鉄道（オーストリア国鉄）の鉄道駅。
2組の頭端式ホームと貨物駅で三角形の配置になっていたウィーン南駅を解体し、通過式ホームのターミナル駅が建設された。オーストリア南部鉄道・東部鉄道・西部鉄道の結節点となっている。

## 概要
ウィーンに中央駅を設置しようという計画は19世紀末よりあったが、資金面の問題から何度も棚上げになっていた。2006年12月15日に土地の公共物指定計画 (Flächenwidmungsplan) が決定し、2007年6月12日、近隣のSバーンジュートティローラープラッツ駅 (Südtiroler Platz) の改築などを含めた準備工事の起工式が行なわれた。2009年12月には南駅の一部が閉鎖されて駅本体の工事が始まり、それまで南駅を発着していた南方面の長距離列車はウィーン・マイドリング駅発着に変更された。
2012年末には駅施設の一部が先行開業し、2014年12月に全面開業した。
名前の通りウィーンの代表駅となることが期待されているが、南部に延長される地下鉄U2線が中央駅に直接乗り入れる計画がなく、市内中心部への接続の悪さを指摘する意見もある。
中央駅の西を通る地下鉄U1線Südtiroler Platz駅はHauptbahnhof駅に改称されたほか、市電D番はこれまでウィーン南駅の東側で折り返していたものを1区間延長、中央駅高架下へ乗り入れ、ここにHauptbahnhof ost停留場を新設している。

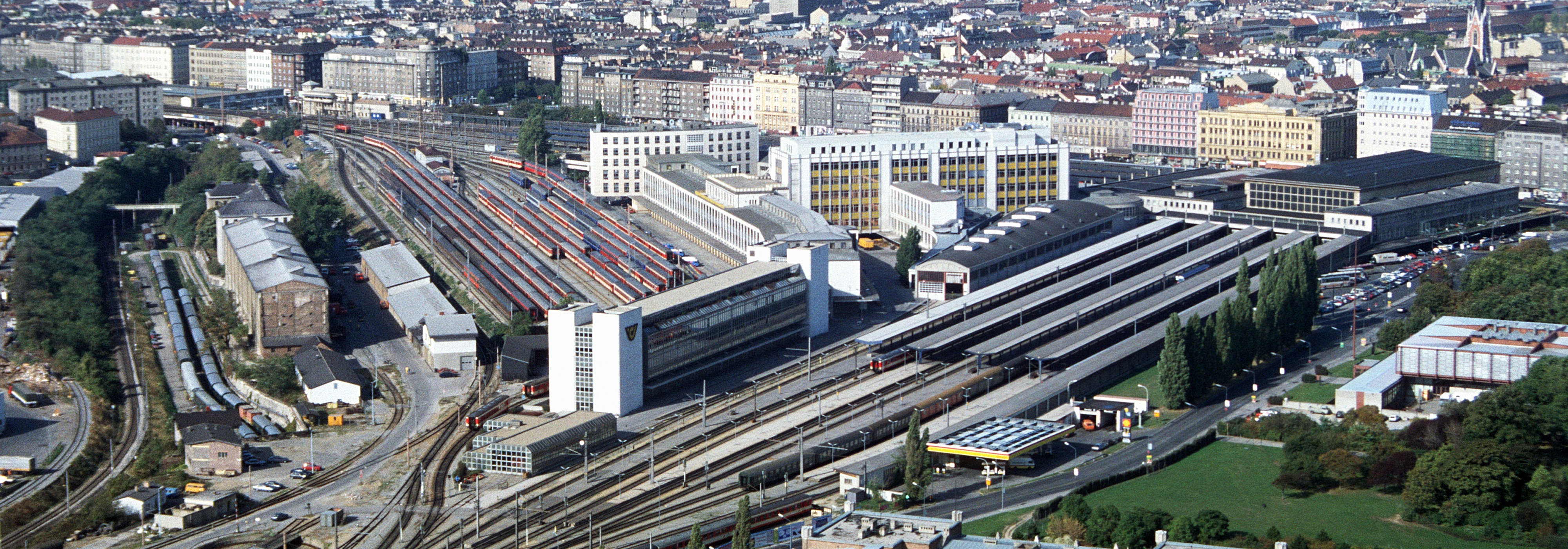
ウィーン南駅（1992年）　貨物駅のあたりに新駅が建設された

## 再開発

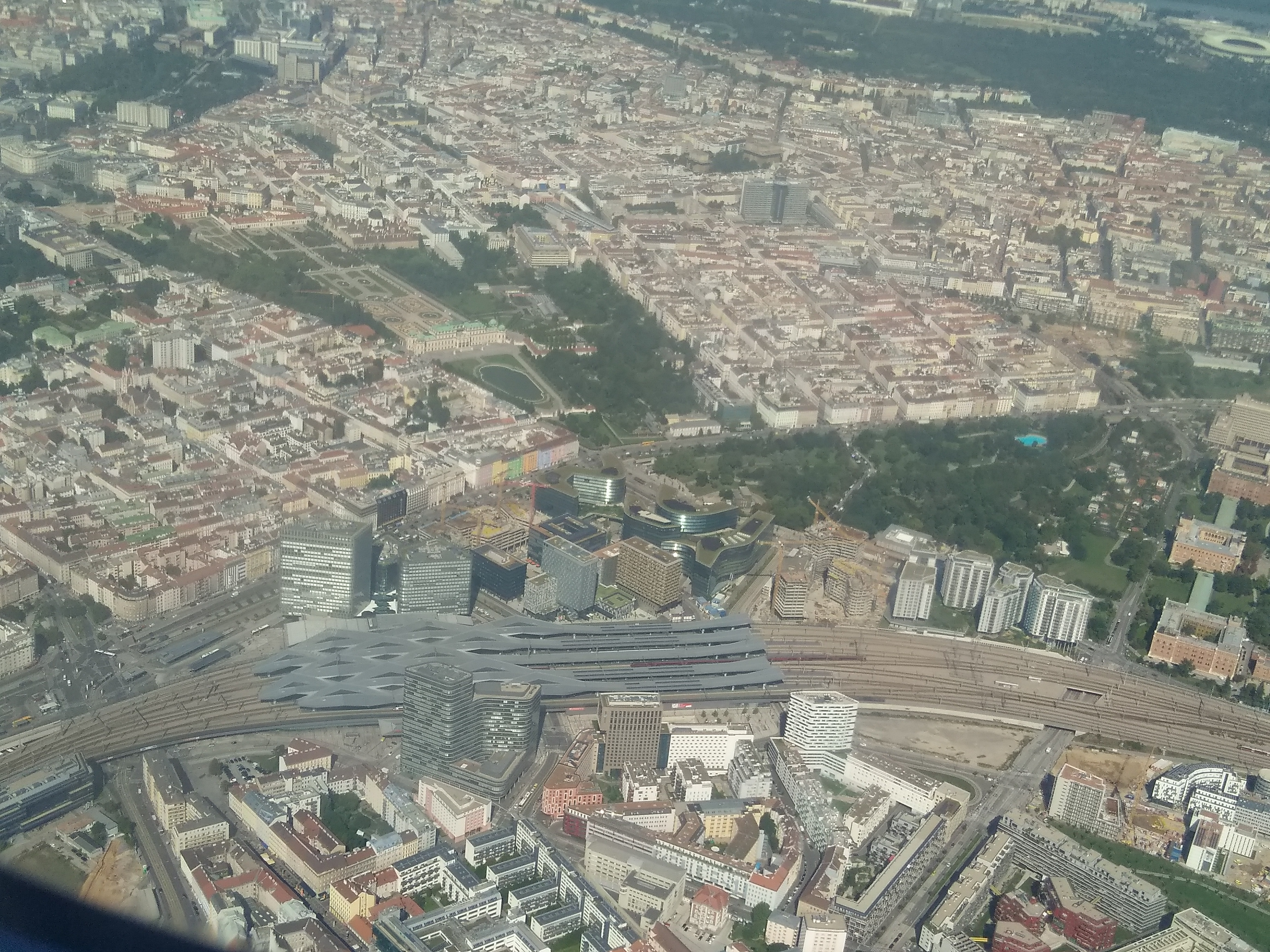
新駅と再開発地区（2019年）

貨物駅の廃止、また2組のホームが集約されてコンパクトな駅配置になることにより、まとまった広さの土地が余剰となった。この土地は再開発用地となり、オフィス・住宅を主体とした新しい街区が計画された。ジュートティローラー広場に面する正面入口の周辺には高さ60 mの高層ビルが10棟、100 mの超高層ビルが1棟建てられる予定である。さらに、再開発される一帯の中心部には公園も造成される。これらの建物は、近隣のベルヴェデーレ宮殿の景観を損ねないよう配慮されている。
再開発の費用として約20億ユーロが投資され、このうちオーストリア国鉄が約6億ユーロ、ウィーン市が約1億5,000万ユーロ、残りを個人投資家たちが出資する。

## 駅
地下に相対式ホーム1面2線、地上に島式ホーム5面10線がある。
| 番線       | 路線               | 種別                         | 行先                                                   |        |
| ---------- | ------------------ | ---------------------------- | ------------------------------------------------------ | ------ |
| 地下ホーム |                    |                              |                                                        |        |
| 1          | 南部線             | R快速・S 1S 2S 3普通         | ウィーナー・ノイシュタット方面                         |        |
| 2          | 北部線             | R快速・S 1普通               | ゲンザーンスドルフ方面                                 |        |
| 2          | 東部線ラー支線     | R快速・S 2普通               | ヴォルカースドルフ方面                                 |        |
| 2          | 北西部線           | R快速・S 3普通               | ホラブルン方面                                         |        |
| 地上ホーム |                    |                              |                                                        |        |
| 3～8       | 工事中             | 工事中                       | 工事中                                                 | 工事中 |
| 9・10      | ポッテンドルフ線   | REX特別快速・S 60S 80普通    | エーベンフルト方面                                     |        |
| 9・10      | 東部線             | REX特別快速                  | ブルック・アン・デア・ライタ経由アイゼンシュタット方面 |        |
| 11・12     | 東部線             | REX特別快速・S 60普通        | ブルック・アン・デア・ライタ方面                       |        |
| 11・12     | 東部線マルヘグ支線 | REX特別快速・R快速・S 80普通 | マルヘグ方面                                           |        |